# Pyramiden-Günsel
Der Pyramiden-Günsel (Ajuga pyramidalis), auch Berg-Günsel genannt, ist eine Pflanzenart aus der Gattung Günsel (Ajuga pyramidalis) innerhalb der Familie der Lippenblütler (Lamiaceae).

## Beschreibung

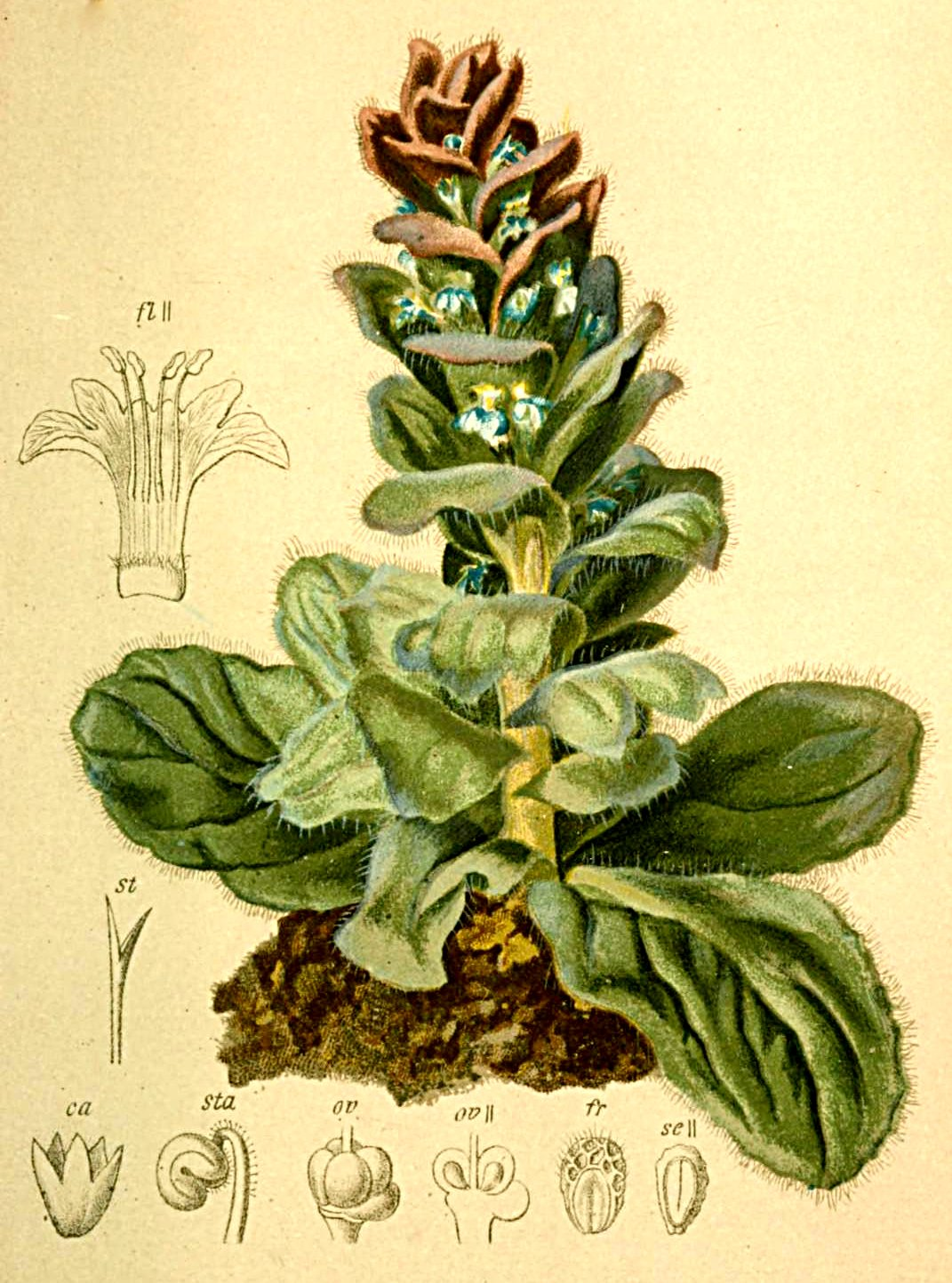
Illustration aus Atlas der Alpenflora

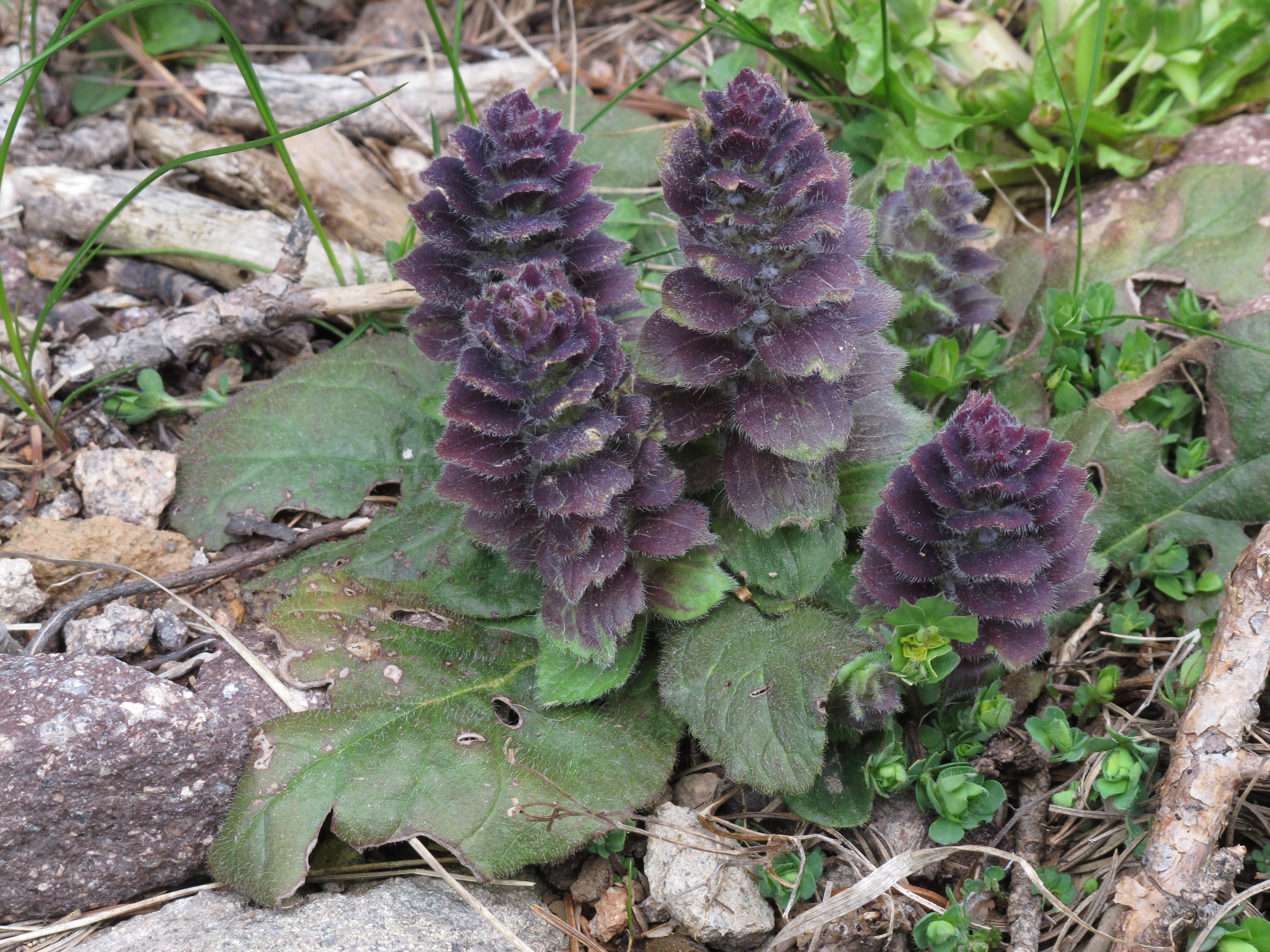
Habitus

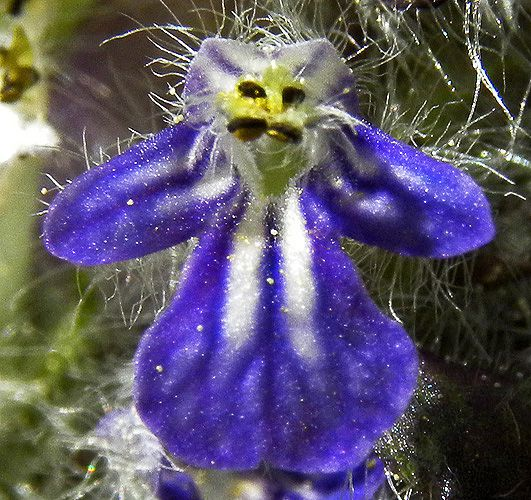
Zygomorphe Blüte

### Vegetative Merkmale
Die pyramidenförmig wachsende, mehrjährige, krautige Pflanze erreicht Wuchshöhen von meist 5 bis 20, selten bis zu 35 Zentimetern. Sie bildet im Gegensatz zum Kriechenden Günsel keine Ausläufer. Der steif aufrechte Stängel ist vierkantig und auf den vier Seiten zerstreut kurz behaart.
Es ist eine dichte, grundständige Blattrosette vorhanden, deren Blätter deutlich größer sind als die Stängelblätter. Sie sind 4 bis 11 Zentimeter lang und 1,5 bis 4,5 Zentimeter breit und allmählich in den kurzen Stiel verschmälert. Die Laubblätter sind ganzrandig oder besitzen einen schwach welligen Rand. Der Stängel ist dicht kreuzgegenständig beblättert und bildet eine Art vierseitige Pyramide.

### Generative Merkmale
Die Blütezeit reicht von Juni bis August. Meist tragen alle Stängelblätter Blüten, sind also Hochblätter. Der scheinährige Gesamtblütenstand ist nach oben hin streng vierkantig, pyramidenförmig. Die langsam kleiner werdenden, ganzrandigen oder schwach gekerbten Tragblätter sind intensiv rotviolett überlaufen und doppelt so lang wie die Blüten. Acht bis zwölf Scheinquirle bilden den dichten Blütenstand. Die Scheinquirle bestehen aus zwei vier- bis sechsblütigen Zymen.
Die zwittrigen Blüten sind zygomorph und fünfzählig mit doppelter Blütenhülle. Der Kelch ist glockig, zottig behaart und hat zuletzt eine kugelig aufgeblasene Röhre. Die 10 bis 18 Millimeter lange Blütenkrone ist lila bis violett und zweilippig. Die kurze Unterlippe weist Strichsaftmale auf. Die Staubblätter sind kahl und ragen meist nicht unter der Oberlippe hervor.
Die dunkel-braunen Klausen sind bei einer Länge von etwa 2,5 Millimetern eiförmig mit stark netzig-runzeliger Oberfläche.
Die Chromosomenzahl beträgt 2n = 32.

## Ökologie
Bestäuber sind Hummeln und Schmetterlinge.
Die Hochblätter im Blütenstand bilden wirksame Schutzdächer für die Blüten gegen Regen, ihre rotviolette Farbe erhöht die Signalwirkung der Blüten. Die zottige Behaarung des Kelches schützt die
Blüte gegen kleine, kriechende Insekten. Der Nektar ist zusätzlich durch einen steifen, nach oben gerichteten Haarring gesichert.
Die Früchte mit fleischigen, ölhaltigen Anhängseln (Elaiosomen) werden von Ameisen verschleppt, deshalb ungleichmäßiges Auftreten in verschiedenen Pflanzengesellschaften.

## Vorkommen
Vorkommen sind vor allem in den zentralen und südlichen Alpen, aber auch in den Gebirgen Süd- und Nordeuropas und dem Kaukasus. Der Pyramiden-Günsel ist eine Pflanzenart der Silikat-Gebirgs-Magerrasen; er ist eine Charakterart der Ordnung Nardetalia. In den Alpen kommt er in Graubünden bis in Höhenlagen von 2700 Metern vor. In den Allgäuer Alpen steigt er im Tiroler Teil am Ostgrat der Rothornspitze bis zu einer Höhenlage von 2230 Metern auf.
Die ökologischen Zeigerwerte nach Landolt & al. 2010 sind in der Schweiz: Feuchtezahl F = 3 (mäßig feucht), Lichtzahl L = 4 (hell), Reaktionszahl R = 2 (sauer), Temperaturzahl T = 2 (subalpin), Nährstoffzahl N = 2 (nährstoffarm), Kontinentalitätszahl K = 3 (subozeanisch bis subkontinental).

## Systematik
Die Erstveröffentlichung von Ajuga pyramidalis erfolgte 1753 durch Carl von Linné in Species Plantarum, Tomus II, S. 561. Synonyme für Ajuga pyramidalis L. sind: Teucrium pyramidale (L.) Crantz, Bugula pyramidalis (L.) Crantz, Bulga pyramidalis (L.) Kuntze.
Je nach Autor gibt es zwei bis drei Unterarten:
- Ajuga pyramidalis L. subsp. pyramidalis (Syn.: Bugula montana Bubani, Bugula villosa Steud., Ajuga alpina Vill. nom. illeg., Ajuga astolonsa Schur, Ajuga caespitosa Schleich. ex Steud., Ajuga latifolia Schur, Ajuga nana Gilib. nom. inval., Ajuga nanti Boreau, Ajuga occidentalis Braun-Blanq., Ajuga pseudopyramidalis Schur, Ajuga rupestris Schleich. ex Steud. nom. inval., Ajuga vulgaris subsp. schurii Rouy, Ajuga pyramidalis var. alpina Nyman, Ajuga pyramidalis var. meonantha Hoffmanns. & Link, Ajuga pyramidalis subsp. meonantha (Hoffmanns. & Link) Fern. Casas): Es gibt Fundortangaben für Portugal, Spanien, Andorra, Frankreich, Monaco, die Kanalinseln, das Vereinigte Königreich, Irland, Island, Italien, die Schweiz, Liechtenstein, Österreich, Deutschland, Polen, die Baltischen Staaten, Kaliningrad, Belarus, Belgien, Luxemburg, Dänemark, Schweden, Norwegen, Finnland, die ehemalige Tschechoslowakei, das ehemalige Jugoslawien, Rumänien, Albanien, Bulgarien und die Ukraine.[5]
- Ajuga pyramidalis subsp. rotundifolia (Willk. & Cutanda ex Willk.) Rivas Mart. (Syn.: Ajuga rotundifolia Willk. & Cutanda ex Willk.): Sie kommt nur in Spanien vor.[5]

## Heilpflanze
Es handelt sich beim Pyramiden-Günsel um eine alte Heilpflanze, die als Wundmittel und bei Stoffwechselstörungen verwendet wird.

## Volksnamen
Für den Pyramiden-Günsel ist auch der Name Steingünsel belegt.